# Sultán Wampum
Sultán Wampum (v německém originále Sultan Wampum, libreto nese plný titul Sultán Wampum aneb Přání / Sultan Wampum oder Die Wünsche) je singspiel o třech jednáních českého skladatele Františka Josefa (Benedikta) Dusíka na text německého spisovatele Augusta von Kotzebue. Jeho premiéru uvedlo pravděpodobně 26. prosince 1796 Stavovské divadlo v Lublani.

## Vznik, charakteristika a historie
František Josef Dusík působil od roku 1790 jako vojenský kapelník a katedrální varhaník v Lublani, jsou však četné doklady o jeho styku s místním Stavovským divadlem. V něm vystupovaly různé divadelní společnosti, přičemž orchestr divadla byl pravidelně posilován hudebníky z vojenské kapely. V sezóně 1796/1797 zde působila společnost Konstantina (von) Paraskowitze, pro niž napsal Dusík svou první doloženou operu Sultán Wampum.

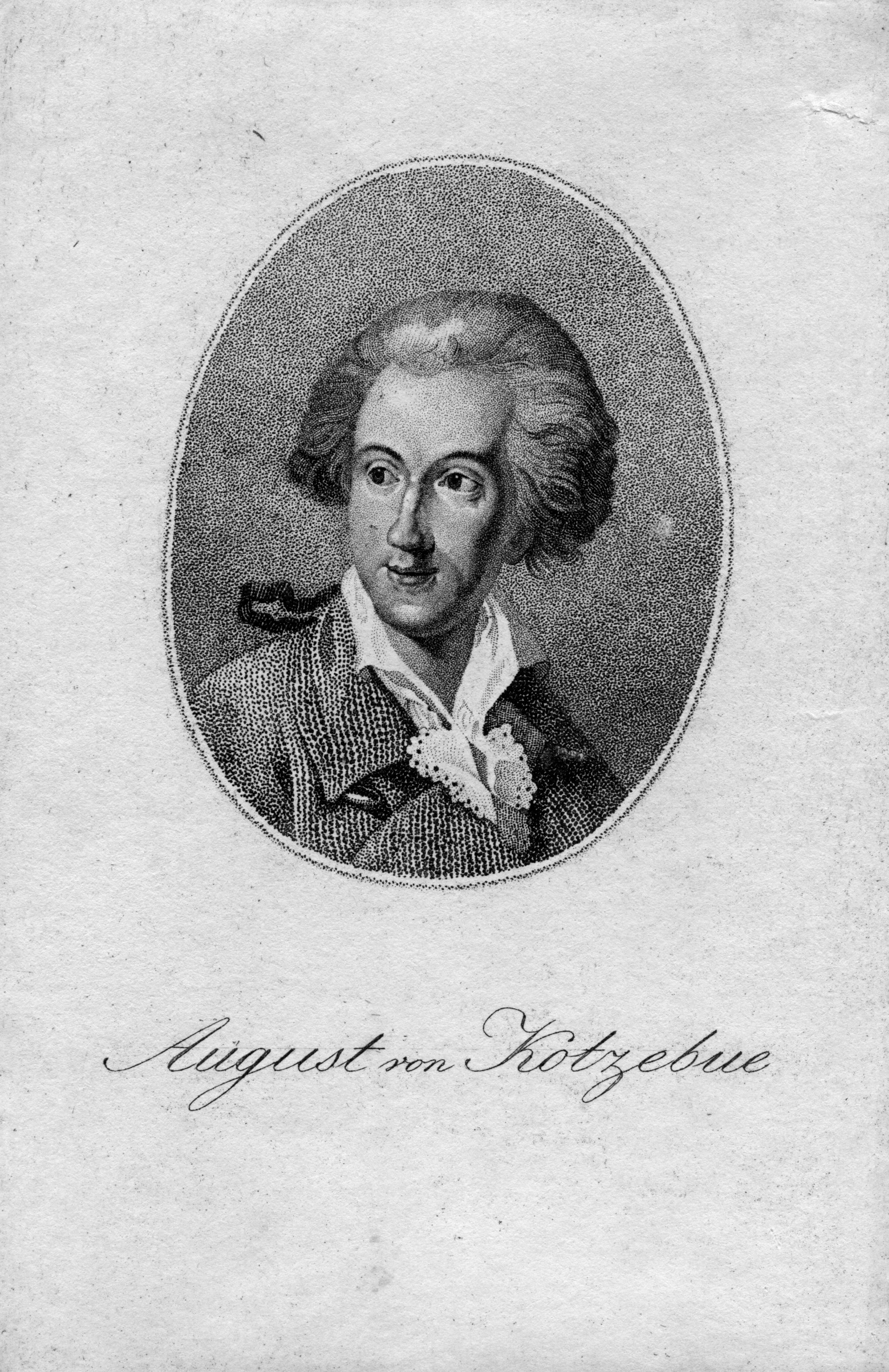
August von Kotzebue, anonymní rytina z konce 18. století

Libreto pocházelo od populárního německého dramatika Augusta von Kotzebue. Sám o něm neměl velké mínění, později o něm napsal, že to byl „jen velmi prostřední výtvor, ale spoléhal jsem n dobrou hudbu, protože jsem byl zvyklý na to vidět, jak je to nejhorší zboží od Schikanedera, Vulpia atd. příznivě přijímáno, obohaceno o příspěvek hudebního umění“. Zklamal se v tom však a stýskal si, že Sultán Wampum byl „jediným z mých děl, které se obecenstvu nelíbilo“. Přesto však toto libreto bylo zhudebněno přinejmenším devětkrát, před Dusíkem k němu hudbu napsali Carl David Stegmann (Mohuč 1791), Johann Andreas Amon (Heilbronn 1795) a Johann Heinrich Karl Bornhardt (Brunšvik 1796), jakož i Karl Ditters von Dittersdorf pod názvem Der Schach von Schiraz (Olešnice 1795). Paraskowitzova společnost uvedla Sultána Wampuma ve Stavovském divadle v Lublani poprvé 26. prosince 1796 a pak ještě 4. a 21. ledna 1797 – při tehdejší malé reprízovosti to ukazuje na úspěch této zpěvohry u lublaňského publika. 6. srpna 1797 ji Paraskowitzova společnost uvedla ve svém dalším působišti ve Štýrském Hradci. Dusíkovo autorství je výslovně doloženo až u štýrskohradeckého uvedení, u představení v Lublani nebyl autor hudby zmiňován, avšak lze usuzovat, že i o půl roku dříve hrála Paraskowitzova společnost tento kus s hudbou stejného autora, zvláště když předchozí zhudebnění tohoto námětu byla hrána jen v německých provinčních městech a jinak před rokem 1796 v Habsburské monarchii uvedena nebyla. S ohledem na své zaměstnaní v katedrále ostatně udržoval pro svou divadelní práci v Lublani inkognito, respektive používal pseudonym Cormundi (Kormundl).
Námět této opery je převleková komedie odehrávající se v Orientu, což bylo koncem 18. století oblíbené téma. Prostředí je však vykresleno jen s pomocí stereotypů, bez rozlišování detailů orientálního prostředí (například kolísání mezi titulem „šáh“ a „sultán“, exoticky znějící jméno Wampum pocházející ve skutečnosti z kultury severoamerických Indiánů), děj závisí na zásahu typu deus ex machina. Mravní poučení formulované na konci opery – je lepší nemít žádná přání – a skutečnost, že komicky negativní postava hloupého a krutého vládce není v příběhu potrestána ani napravena, ba ani konfrontována s nějakým pozitivním vzorem, jsou v kontextu soudobé osvícenské literatury neobvyklé.
O ohlasu této Dusíkovy opery není jinak nic více známo a její hudba se nedochovala. Dusík však pokračoval v práci pro společnosti střídající se v lublaňském divadle i v následujících letech: pro Johanna Georga Denglera hru se zpěvy Evžen Druhý aneb Hrdina našeho věku (1797) a pro impresária Georga Schantrocha zpěvohru Koželuhova dcera aneb Kadetka (1800).

## Postavy
- Šáh Wampum, vládce Šírázu
- Hussein, velitel černých kleštěnců
- Nurraddin, mladý kupec
- Caled, jeho sluha
- Alma, osiřelá dívka
- Evropský lékař
- Génius
- Komorník
- Dvě stráže[10]

## Děj opery

### 1. dějství

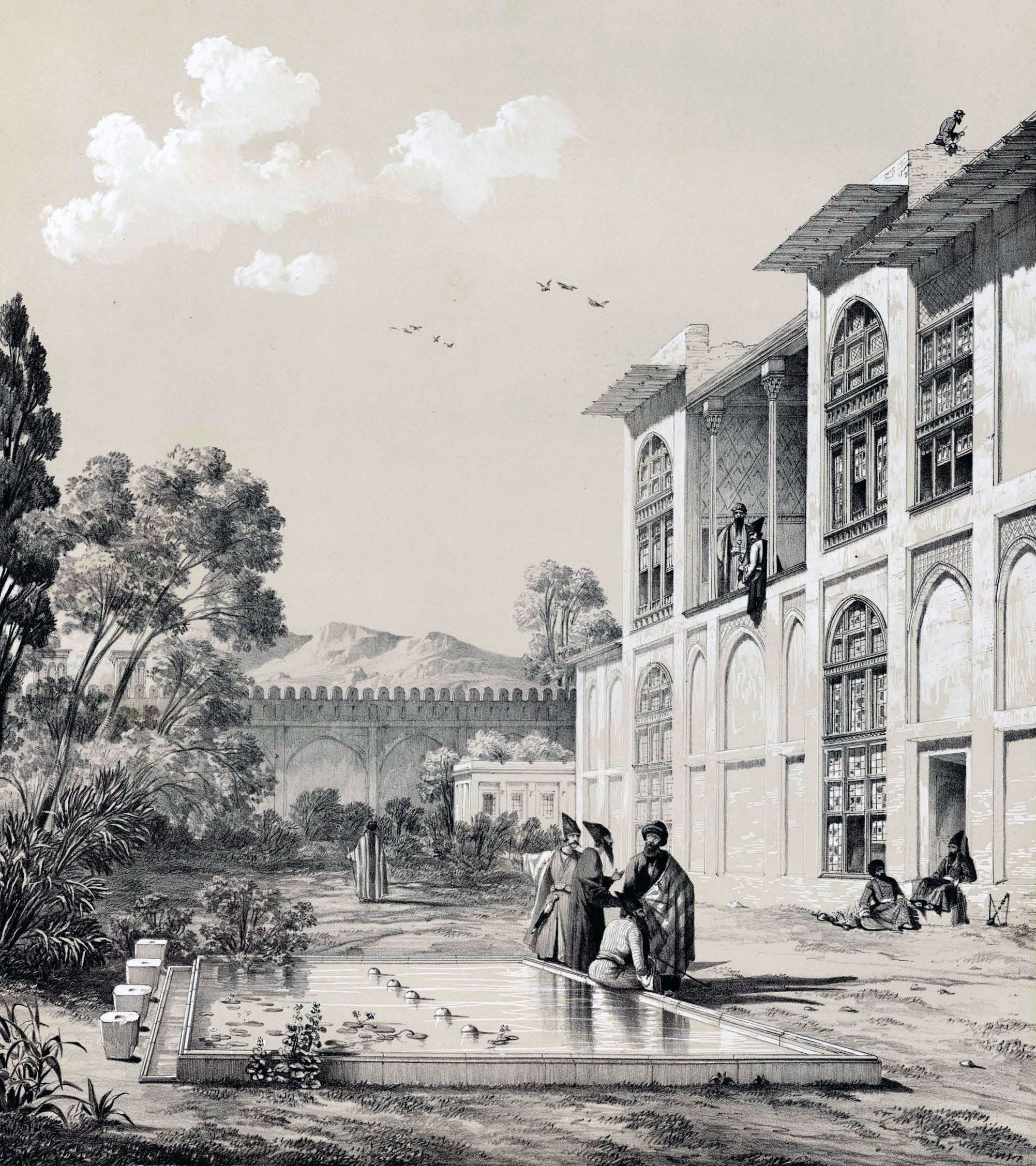
Palác Arg-e Karím Chán v Šírázu, rytina Eugèna Flandina z roku 1840

(1. obraz – Volné prostranství u Šírázu s cypřiši, fíkovníky a studnou) Alma, osiřelá dcera prostého zahradníka, nabírá vodu ze studny pro svou ovečku a zpívá si (píseň Immer neu, und immer neu). Přichází Caled a představuje se jako sluha zámožného a mladého kupce Nurraddina. Jejich karavana s bohatým nákladem právě překonala poušť a všichni Caleda žízní. Dobrotivá Alma ho napojí, ale jen co Caled okřeje, začne se po ní sápat a snaží se jí strhnout závoj. Zabrání mu v tom přispěchavší Nurraddin, Ten prosté dívce dvornou mluvou plete hlavu tak dlouho, až mu sama odhalí svou tvář. Nurraddinovi se zalíbí a chce si ji ihned odvést. Alma se chvíli zdráhá, ale zakrátko jeho naléhání podlehne (duet Unerschöpflich ist die Quelle). zato Caleda Nurraddin ve zlosti propouští a nazývá ho paviánem, takže ten mu přísahá pomstu.
(2. obraz – Audienční síň v paláci šáha Wampuma) Do sálu vstupuje za obdivného zpěvu svých dvořanů (sbor Heil dem Gebieter im Orient!) šáh Wampum. Usedá na svou lenošku a posílá všechny pryč až na svého vrchního kleštěnce Husseina. Wampum je hloupý, krutý a líný, ale Hussein se mu vždy dokáže vlichotit. Šáhovi se zdá, že příliš zívá, a proto si dává předvolat evropského lékaře, kterého nedobrovolně drží v Šírázu. Lékař shledává, že šáhovým neduhem je nuda a že by ji nejlépe zahnal tím, kdyby dělal něco užitečného pro svůj stát a lid. Jen skutečnost, že nikdo nedokáže upéci takovou paštiku jako lékař, mu zachrání hlavu. Hussein nabízí na rozptýlení šáhovy dlouhé chvíle jiný recept – najít do šáhova harému novou ženu, nejkrásnější dívku ze Šírázu. Wampum posílá Husseina vyhlásit, že ten, kdo šáhovi nejkrásnější dívku přivede, bude bohatě odměněn, a pak usíná za jemného zpěvu a hry své palácové hudby (sbor Weg die schmetternden Trompetten!).

### 2. dějství
(1. obraz – Tamtéž) Když se Wampum probudí, ohlašují mu, že se nejkrásnější dívka dosud nedostavila, zato si mu však jakýsi otrok přeje něco sdělit. Je to Caled a šáhovi tvrdí, že nejkrásnější dívkou v Šírázu je Alma. Jenže chce-li ji, musí Wampum jednat rychle, protože se schyluje k její svatbě s kupcem Nurraddinem. Na šáhovu výzvu zpívá Caled píseň o tom, jak se on a jeho bývalý pán s Almou seznámili (píseň Wir kamen von der Küste). Píseň se šáhovi velice zalíbí. Dává Caledovi příslušný firman a ozbrojený doprovod, aby mu Almu přivedl, a vydává nařízení, že si všichni musí zpívat.
(2. obraz – Místnost v Nurraddinově domě) Nurraddin stále vypráví Almě o své lásce a ve své žádostivosti se si ji chce ještě dnes večer vzít za ženu. Alma je tímto chvatem poněkud znepokojena, ale Nurraddin z ní vymámí svolení. Tu však přijde Caled se strážemi a dává Almu odvést k šáhovi; odmítne i nabízený úplatek, aby si mohl vychutnat svou pomstu. Nurraddin si zoufá a po chvíli s dýkou vyráží za nimi. Musí vlastnit Almu – nebo zemřít!
(3. obraz – Síň v paláci) Caled přivádí Almu před šáha. Wampum je její krásou nadšen, ale Alma ho odmítá s přímostí, na kterou šáh není zvyklý. Zpívá mu píseň o správě říše, kterou se naučila od svého nebožtíka otce (Der Sultan ist die Sonne). Šáh je rozmrzelý a dává jí tři hodiny na rozmyšlenou, pak mu musí na důkaz podvolení se podat číši s perlou ve víně, jinak jí on předloží Nurraddinovu hlavu na míse. Alma se stále vzpouzí, ale zoufá si a neví, co činit. Zato Caled je bez sebe radostí: za jeho službu ho šáh jmenoval vezírem (zpěv Juchhey, nun will ich leben!).

### 3. dějství

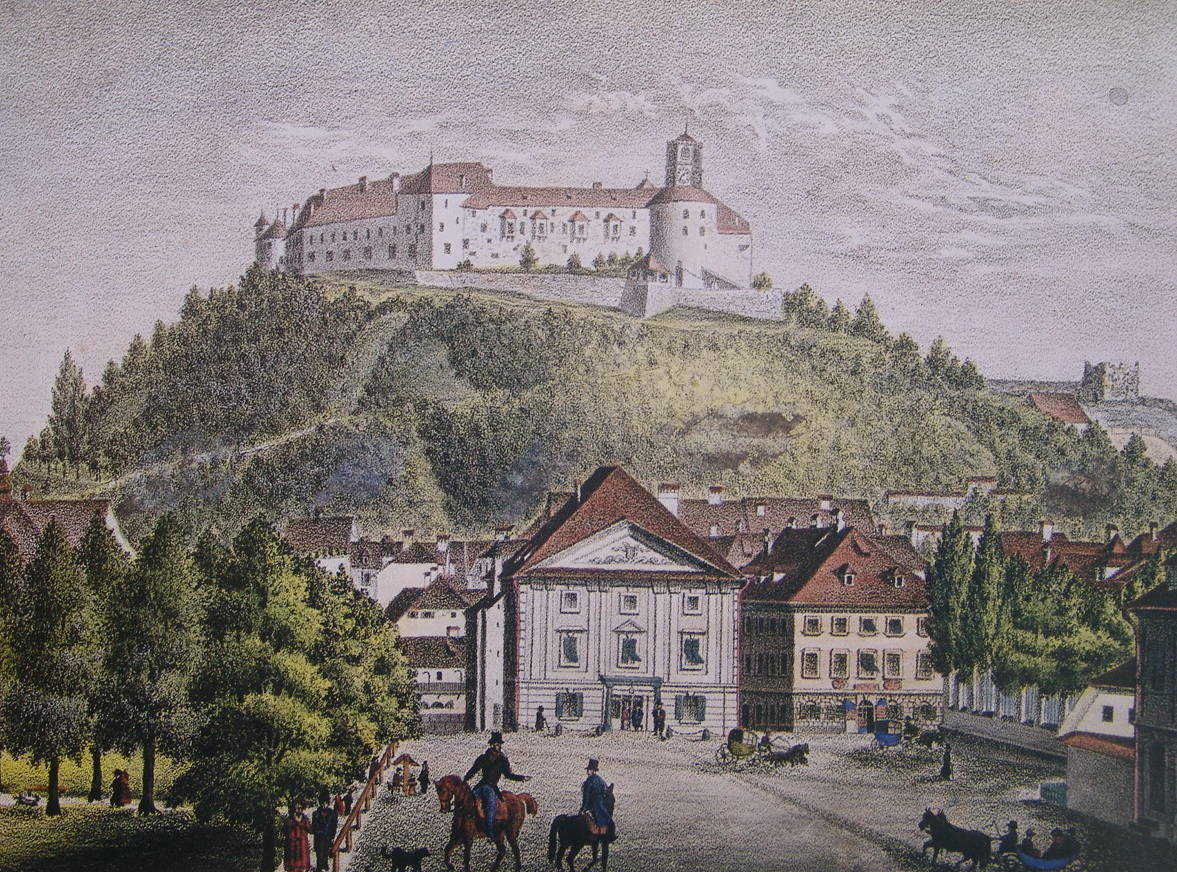
Stavovské divadlo v Lublani, místo premiéry Dusíkova Sultána Wampuma, rytina Franze Goldensteina z roku 1836

(1. obraz – Nádvoří šáhova paláce s branou) Dvě stráže hlídají vchod do paláce a volky nevolky si přitom ze šáhova příkazu musí zpívat (duet Ich soll singen und kann nicht!). Wampuma opět trápí nějaký neduh; nic ho nemůže upokojit a stává se nějak shovívavějším. Lékař ho zpovídá a stanoví jako diagnózu lásku. Tím šáha ještě více rozmrzí.
Nurraddin přibíhá ozbrojen, ale v rozpacích, co činit: má se dovolávat šáhovy dobroty, má ho zkusit zabít, má zabít sebe? Přál by si, aby mohl být jen na hodinku na šáhově místě. Objeví se génius a vyplní mu toto přání – dává mu prsten, s jehož pomocí nabude šáhovy podoby (zpěv génia Vom funkelnden Abendstern). Nurraddin se skutečně promění v šáha, ale jeho vzhled v kombinaci s nečekaně ušlechtilým chováním stráže zcela vyděsí (duet Hör', Kammerad! War das der Sultan?).
Wampum se vrací z procházky. Stěžuje si na Alminu nepovolnost, zatímco Nurraddina dívka zbožňuje. Šach by si přál alespoň hodinku být v Nurraddinově kůži. Objeví se génius a daruje šáhovi kouzelný prsten, s jehož pomocí se mu přání splní. Poté Wampuma zpozorují obě stráže a zpívají z plna hrdla, až to šáhovi není milé (duet Wir singen, wir singen au höhern Befehl). Šáh vyzkouší prsten a skutečně se jeho podoba promění v Nurraddinovu. To se však ukáže být problémem, když chce vstoupit do paláce. Stráže ho zadrží a nový vezír Caled dává vzpouzejícího se Wampuma spoutat a předvést před „skutečného“ šáha; přitom mu sebere prsten, takže se Wampum nemůže proměnit zpátky.
(2. obraz – Sál v paláci se dveřmi do Almina pokoje) Alma s odporem připravuje šáhovi jeho pohár, avšak přála by si, aby se tento nápoj proměnil v jed. Objeví se génius, přání splní a nasype do poháru neznámou substanci. Pak přijde Nurraddin v sultánově podobě a snaží se Alminu lásku vyzkoušet tím, že je k ní stejně milý a svorný jako dříve. Alma je změnou v šáhově chování příjemně překvapena, přesto mu však po jistém váhání dá z otrávené číše napít a sama vypije zbytek s vyznáním, že miluje pouze Nurraddina. Ten se jí dá poznat a Alma si zoufá: teď musí nedopatřením oba zemřít otravou. 
Caled předvádí Wampuma, který tvrdí, že je šáh, ačkoli pro ostatní vypadá jako pomatenec. Než se situace stačí vyostřit, objeví se génius. Navrátí Nurraddinovi a Wampumovi jejich podobu a Almě sdělí, že ji podvedl a že nápoj byl neškodný. Spojuje Nurraddina a Almu v manželství a všechny vyzývá, aby si z příhody vzali ponaučení a napříště si raději nic nepřáli (zpěv Thorheit der Sterblichen belachen). Wampum ničemu nerozumí a není příliš spokojený, ale jestliže se může za doprovodu tiché hudby a zpěvu konečně v klidu vyspat, je mu vše ostatní jedno (závěrečný sbor Laßt uns genießen).